# 沃倫省
沃倫省是波蘭第二共和國的一個省，位於該國東部。1938年時面積35,754 平方公里，1931年人口2,085,600 人。首府烏茨克（今盧茨克）。
1939年時下分11縣。1939年以後因德蘇瓜分而消失。現屬烏克蘭。